# Zingiber jiewhoei
Zingiber jiewhoei là một loài thực vật có hoa trong họ Gừng. Loài này được Jana Leong-Škorničková miêu tả khoa học đầu tiên năm 2014.

## Mẫu định danh
Mẫu định danh: Jana Leong-Škorničková, Trần Hữu Đăng, Somsanith Bouamanivong, Khantheo Santhammavong, Udone Souvannakhoummane, Kittisack Phoutthavong JLS-1807; thu thập ngày 25 tháng 6 năm 2012 ở cao độ 370 m, tọa độ 18°57′21,5″B 102°29′45,5″Đ / 18,95°B 102,48333°Đ, thác Kaeng Nyui, huyện Vangvieng, tỉnh Viêng Chăn, Lào. Mẫu holotype lưu giữ tại Vườn Thực vật Singapore (SING); các isotype lưu giữ tại Vườn Thực vật Hoàng gia tại Edinburgh (E) và Hội đồng Khoa học Quốc gia Lào tại thủ đô Viêng Chăn (HNL).

## Từ nguyên
Tính từ định danh jiewhoei là để vinh danh ông Tan Jiew Hoe, chủ tịch Hiệp hội Làm vườn Singapore vì những đóng góp liên tục của ông cho nghiên cứu các loài cây họ Gừng tại Vườn Thực vật Singapore và sự hỗ trợ hào phóng cho phân loại thực vật tại Lào.

## Phân bố
Loài bản địa khu vực tỉnh Viêng Chăn, Lào. Môi trường sống là gần các con suối trong rừng lá sớm rụng vùng đất thấp.

## Phân loại
Z. jiewhoei thuộc tổ Zingiber.

## Mô tả
Cây thảo thân rễ mọc thành cụm. Thân rễ đường kính 1–3 cm, phân nhánh, khoảng cách 1–3 cm giữa các chồi lá sinh từ cùng một thân rễ, vỏ màu ánh hồng (thân rễ non) đến màu nâu nhạt (thân rễ già), ruột màu tía, nồng mùi của sả (Cymbopogon), vảy hình tam giác rộng, sớm tàn. Chồi lá dài đến 2,5 m, hình vòng cung, có tới 42 lá, phần gốc phình to đường kính đến 3 cm, màu đỏ hồng, khoảng 1/2 đến 1/3 từ gốc của thân giả không lá, nhiều bẹ không lá (~13); các bẹ không lá màu xanh lục sẫm với thoáng qua ánh màu nâu đỏ sẫm về phía gốc; bẹ có lá màu xanh lục, nhẵn nhụi ở gốc, có lông tơ về phía lưỡi bẹ; lưỡi bẹ dài đến 9 mm, 2 lá nông, màu xanh lục, có lông tơ khi non, nhẵn nhụi ở các thân giả già; cuống lá tiêu giảm thành gối (dài đến 5 mm); phiến lá 30 × 8 cm (nhỏ dần về phía đỉnh của chồi lá), hình trứng hẹp tới hình mác, thon nhỏ dần về phía đỉnh, đáy thuôn tròn, mặt gần trục màu xanh lục bóng, nhẵn nhụi, mặt xa trục màu xanh lục sáng hơn và thưa lông. Cụm hoa mọc từ thân rễ, trên cuống cụm hoa thẳng đứng, dài tới 16 cm, có 4 - 8 lá bắc vô sinh bao bọc; cành hoa bông thóc 9–18 × 4–5 cm, hình thoi, có tới 50 lá bắc; lá bắc hình trứng ngược, tới 4,7 × 2,7 cm (nhỏ hơn về phía đỉnh cụm hoa), đỉnh nhọn rộng, bên ngoài màu đỏ tươi, ánh màu trắng về phía đáy, bên trong màu ánh trắng trừ mép màu đỏ, nhẵn nhụi và bóng cả hai mặt, bao quanh 1 hoa; lá bắc con dài đến 4 cm, rộng 1,5 cm ở điểm rộng nhất, hình trứng hẹp, màu trắng trong mờ với đỉnh ánh màu đỏ, nhẵn nhụi. Hoa dài 7–9 cm; đài hoa dài ~2,1 cm, màu trắng trong mờ, nhẵn nhụi, với 3 răng khó thấy màu ánh đỏ ở đỉnh, đường chẻ một bên ~1 cm; ống hoa dài ~4,2 cm, màu trắng về phía đáy, màu vàng kem về phía đỉnh, bên ngoài nhẵn nhụi, bên trong có lông tơ ngắn ở đỉnh; thùy tràng lưng hình trứng hẹp-hình tam giác, dài tới 4 cm, rộng ~1,1 cm ở điểm rộng nhất, màu vàng sáng nửa trong mờ, nhẵn nhụi, đỉnh có mấu nhọn dài < 1 mm; các thùy tràng bên hình trứng hẹp-hình tam giác, dài đến 3,5 cm, rộng 0,5–0,6 cm ở điểm rộng nhất, màu vàng sáng nửa trong mờ, nhẵn nhụi, đỉnh nhọn; cánh môi dài ~3 cm, rộng ~1,6 cm (~2,8 cm khi gộp cả các nhị lép), hình trứng, màu trắng kem; các nhị lép bên dài 1,6–2 cm, rộng ~0,7 cm, hình elip nhiều hay ít, hợp sinh với cánh môi ở 2/3 đáy, màu trắng kem với dày dặc các vết màu tía-tím tươi. Nhị dài 2,5 cm; chỉ nhị tiêu giảm dưới 1 mm; bao phấn dài 2,5 cm (mào không kéo thẳng), rộng ~0,4 cm, mô liên kết màu trắng kem với ánh hồng, nhẵn nhụi; mào bao phấn dài ~2 cm (kéo thẳng), bao quanh đầu nhụy, màu trắng, nhẵn nhụi; mô vỏ bao phấn dài ~1,4 cm, nứt dọc theo toàn bộ chiều dài của chúng. Tuyến trên bầu 2, dài ~0,5 cm, đường kính ~0,75 mm, màu đất son. Vòi nhụy màu trắng, nhẵn nhụi; đầu nhụy dài 2–3 mm, hơi dày hơn vòi nhụy, màu trắng, lỗ nhỏ hướng xuống dưới (về phía cánh môi), có lông rung. Bầu nhụy 4,5 × 3 mm, màu trắng, nhẵn nhụi, 3 ngăn với noãn đính tâm. Quả (quả non, có lẽ chưa thuần thục) là quả nang hình trứng hoặc hơi hình tam giác, 2,3 × 1,1 cm, màu trắng, nhẵn nhụi; hạt ~8 × 3 mm, màu nâu hạt dẻ sẫm, được bao bọc trong áo hạt màu trắng trong mờ, xé rách không đều. Ra hoa vào đầu mùa mưa, tháng 6-7, hoa nở vào buổi chiều, khoảng 3 h chiều và khép lại vào sáng hôm sau. Tạo quả từ cuối tháng 6 đến tháng 8.
Bằng những cụm hoa hình thoi và các lá bắc màu đỏ tươi, Z. jiewhoei giống Z. peninsulare và Z. newmanii, nhưng có thể dễ dàng nhận ra nó nhờ cánh môi màu trắng kem và các nhị lép màu trắng kem dày dặc các vết màu tía-tím tươi (so với cánh môi và các nhị lép màu tía sẫm dày dặc các vết màu trắng hay nâu hạt dẻ sẫm).